# Волчанск
Волчанск (рус. Волчанск) град је у Русији у Свердловској области. Према попису становништва из 2010. у граду је живело 10010 становника.
Град се налази на источној падини Северног Урала, на рекама Мала Волчанка и Велика Волчанка (басен Оби), на 452 км од Јекатеринбурга и 17 км од Карпинска.
Западно од Волчанска налази се неколико великих jезера и бара. Значајни део града заузимају рудници угља и насипи шљунка.
Волчанск се налази на 241 м надморске висине. Клима jе умеренохладна. Довољна количина падавина, са падавинама чак и током сушних месеца. Просечна температура износи 1,5 °C. Просечан ниво падавина - 532 мм.
Током године обично дува западни ветар. Средњи показатељ брзине ветра током године је 2,2 м/с. Најмирнији месец је јануар а најветровитији је март.
Град није подељен на реоне, али фактички представља спој два дела, значајно удаљених једно од другог. Први део је Леснаја Волчанка - историјски део и језгро развића Волчанска, североисточни део града. Други део је Волчанка - jугозападни део града, насеље у близини рудника угља.

## Становништво
| 1959.  | 1970.  | 1979.  | 1989.  | 2002.  | 2010.  |
| ------ | ------ | ------ | ------ | ------ | ------ |
| 25.031 | 18.257 | 14.819 | 14.814 | 11.043 | 10.010 |